# Synema pauciaculeis
Synema pauciaculeis är en spindelart som beskrevs av Lodovico di Caporiacco 1947. Synema pauciaculeis ingår i släktet Synema och familjen krabbspindlar. Inga underarter finns listade i Catalogue of Life.